# 메이플 월드

메이플 월드의 전체 지도

메이플 월드(Maple World)는 온라인 게임 《메이플스토리》에 존재하는 세계로, 검은 마법사 관련 에피소드의 중심이 되는 세계다.

## 메이플 아일랜드
메이플 아일랜드는 빅토리아 아일랜드 근처에 위치한 작은 섬이다. 듀얼블레이드, 캐논슈터, 패스파인더를 제외한 모든 모험가 직업군들은 이 곳에서 모험을 시작한다. 메이플 아일랜드에서는 이 모험가 직업군들의 튜토리얼이 진행이 되며 이후 모험가 스토리에서의 주 무대로 등장한다.
- 메이플 아일랜드의 지도

- 암허스트

메이플 아일랜드에 위치한 작은 마을. 서비스 초기에는 사우스페리와 다른 곳에 위치해 있었으나, 2009년 8월 27일 업데이트 이후, 현재는 사우스페리로 이동하는 길목에 존재한다.
- 사우스페리

메이플 아일랜드에 위치한 항구 마을. 이곳을 통해 빅토리아 아일랜드로 이동할 수 있다.

## 에레브
시그너스 여제와 시그너스 기사단이 머무르는, 하늘에 떠있는 섬. 시그너스 기사단 직업군의 홈타운 기능을 담당한다. 에레브에서는 정거장인 ‘하늘나루’를 통해 빅토리아 아일랜드의 여섯갈래길과 오르비스로 이동할 수 있다.
- 에레브의 지도

## 에델슈타인
- 에델슈타인

레지스탕스의 본거지로, 검은 마법사들의 수하인 블랙윙이 지배하고 있다. 에델슈타인은 크게 마을 주위지역과 레벤 광산 지역으로 나뉜다. 블록버스터 〈블랙헤븐〉 이후 블랙윙이 사실상 해체되면서 블랙윙으로부터 해방되었다.
- 기계무덤

《블록버스터: 블랙헤븐》의 마지막에서 추락한 블랙헤븐이 에델슈타인에 추락하면서 생긴 지역으로, 안드로이드들이 주민인 마을로 이루어져 있다. 입장 레벨 하한선은 190이며, 레이드 보스인 스우와 대결할 수 있다.
- 에델슈타인의 지도
- 기계무덤의 지도

## 리엔
- 리엔

얼음으로 뒤덮인 섬. 고대 영웅 중 하나인 아란이 봉인에서 풀려난 지역으로 섬에는 리린과 여러 펭귄 주민들이 거주하고 있다. 리엔에서는 빅토리아 아일랜드의 리스항구로 이동할 수 있다.
- 리에나 해협

리엔 지역의 테마던전으로, 2013년 6월 13일 업데이트로 추가되었다. 리린과 함께 리엔 섬의 빙하 파괴 문제를 수습하는 이야기로 구성되어 있다.
- 리엔의 지도
- 리에나 해협의 지도

## 빅토리아 아일랜드

빅토리아 아일랜드의 지도

빅토리아 아일랜드는 메이플스토리의 초창기부터 존재하던 지역으로, 섬의 각 지역마다 특색있는 모습을 보여주고 있다. 스토리 상으로는 모험가와 다른 일부 직업군의 1, 2차 전직을 하는 장소이며 대부분의 캐릭터들이 그 시점에 주로 성장을 하는 장소이다.

### 리스항구
- 리스항구

빅토리아 아일랜드의 남서부에 위치한 지역으로, 남유럽풍의 항구 도시의 면모를 보여주고 있다. 모험가가 메이플 아일랜드를 떠나 빅토리아 아일랜드에 진입하게 되면 처음 발을 디딛는 장소이다. 리스항구를 통해 리엔, 메이플 아일랜드로 이동할 수 있다.
- 여섯갈래길

2010년 7월 8일 〈빅뱅〉 업데이트로 처음 등장한 지역. 여섯갈래길은 빅토리아 아일랜드의 정 중앙에 위치한 지역으로 이곳에서 페리온, 커닝시티, 엘리니아, 리스항구, 노틸러스, 헤네시스로 이동할 수 있다고 해서 이 이름이 붙었다. 또한 여섯 갈래 길의 나무 속을 통해 슬리피우드로 진입할 수 있으며, 나무 위쪽을 통해 오르비스, 에델슈타인, 에레브로 향하는 정류장으로 이동할 수 있고, 디멘션 게이트를 통해 그란디스의 판테온으로 이동할 수 있다.

### 헤네시스
- 헤네시스

빅토리아 아일랜드의 남부에 위치한 지역. 전체적으로 버섯마을의 모습을 보여주고 있으며, 여러 버섯 몬스터들이 등장한다. 모험가는 이곳에서 궁수로 전직할 수 있다.
- 버섯의 성

2009년 7월 30일 업데이트를 통해 공개된 메이플스토리 최초의 테마던전. 공개 당시에는 버섯 세계의 반란을 진압하는 스토리로 구성되었으나, 2014년 5월 15일 업데이트로 버섯왕국의 공주에 대한 이야기로 대체되었다.
- 유타네 돼지농장

영웅 에반의 고향으로, 에반이 영웅이 되기 이전부터 거주하던 공간. 2009년 12월 17일 고대 영웅 중 하나인 에반의 업데이트와 함께 유타네 집이 추가되었다.
- 파르템

2019년 1월 31일 패스파인더 직업의 공개와 함께 공개된 지역. 패스파인더의 홈 지역이며, 패스파인더의 2차 전직 이전 프롤로그가 진행된다. 동년 2월 28일에는 이 지역을 기반으로 하는 테마던전 〈고대 유적 파르템〉이 추가되었다.
- 파르템의 지도

### 엘리니아
- 엘리니아

빅토리아 아일랜드의 동쪽에 위치한 지역으로, 전체적으로 나무가 울창한 숲의 분위기를 지니고 있다. 모험가는 이곳에서 마법사로 전직할 수 있다. 과거 이 지역에서 오르비스로 향하는 배가 있었지만, 빅뱅 패치를 통해 여섯갈래길로 그 기능이 옮겨졌다.
- 에우렐

고대 영웅 중 하나인 메르세데스의 고향. 에우렐은 엘프들로 이루어진 왕국으로 메르세데스를 여왕으로 모시고 있다.
- 요정학원 엘리넬

2013년 5월 23일 업데이트로 추가된 테마던전. 사라진 요정학원의 요정 학생들을 찾아내는 이야기로 구성되어 있다.
- 요정학원 엘리넬의 지도

- 마법사 협회

엘리니아 지역 마법사들의 협회로, 키네시스의 초반 퀘스트를 통해 키네시스가 메이플 월드로 이동하고 난 뒤에 처음 마주하는 지역이다. 마법사 협회에는 프렌즈 월드의 서울로 향하는 포털이 설치되어 있다.
- 비밀의 숲 엘로딘

2019년 1월 10일 업데이트로 추가된 테마던전으로, 엘리니아의 남쪽 숲에 위치해 있다. 남쪽 숲에 사는 요정 루엔과 아기 새의 이야기로 구성되어 있다.
- 비밀의 숲 엘로딘의 지도

### 커닝시티
- 커닝시티

빅토리아 아일랜드의 서쪽에 위치한 지역으로, 현대 도시의 분위기를 지니고 있다. 모험가는 이 지역에서 도적 직업군으로 전직할 수 있다. 또한 듀얼블레이드의 고향인 비화원이 이 지역에 존재한다.
- 커닝 타워

커닝시티에 위치한 테마던전으로, 과거 존재했던 커닝 스퀘어의 후신이다. 2016년 9월 29일 업데이트로 추가된 지역으로, 커닝 스퀘어에서 주인공을 맡았던 혁이가 기획사의 대표로 등장하며, 플레이어는 혁이의 기획사에서 새로운 걸그룹을 런칭시키는 것을 돕는 이야기로 구성되어 있다.
- 커닝 타워의 지도

### 페리온
빅토리아 아일랜드의 북쪽에 위치한 지역으로, 척박한 바위 지역이다. 모험가는 이 지역에서 전사 직업군으로 전직할 수 있다.

### 노틸러스 호
해적 직업군이 처음 등장했을 때 공개된 지역이다. 빅토리아 아일랜드의 동남쪽에 위치해 있으며 노틸러스 선착장과 노틸러스호 두 지역으로 존재한다. 모험가는 이 지역에서 해적 직업군으로 전직할 수 있다.
과거에는 이곳을 통해 플로리나 비치에 진입할 수 있었으나, 현재는 불가능하다.
- 노틸러스호 내부의 지도

### 슬리피우드

슬리피우드의 지도

- 슬리피우드

메이플스토리의 초창기부터 존재한 던전으로, 빅토리아 아일랜드 중앙에 있다. 과거에는 헤네시스, 페리온, 커닝시티를 통해 접근할 수 있었으나, 빅뱅 패치 이후인 현재는 여섯갈래길의 중앙 포털을 통해 입장할 수 있다. 슬리피우드는 드레이크가 출몰하는 습지 지역과 깊은 곳에 존재하는 신전 지역으로 나누어진다.
- 루타비스

2013년 1월 17일 업데이트로 추가된 보스 러시 지역으로, 생명의 초월자인 알리샤가 휴식을 위해 만든 지역이다. 데미안의 힘으로 어둠에 물들었으며, 그의 수하들(반반, 피에르, 블러디 퀸, 벨룸)이 있다.
- 루타비스의 지도

- 타락한 세계수

메이플스토리의 블록버스터인 〈히어로즈 오브 메이플〉의 일환으로 생긴 지역. 입장 레벨 하한선은 190이며, 세계수 정상에서 검은 마법사의 군단장들 중 하나인 데미안과 대결할 수 있다.
- 타락한 세계수의 지도

### 골드비치
골드리치의 아들 골드리치 주니어의 소유 리조트로, 레벨 30부터 입장할 수 있는 테마던전이다. 골드리치의 소개로 골드비치로 휴식을 취하러 간 플레이어가 여러 오해들을 거치며, 골드비치의 일을 도와 어려움에 처한 골드비치를 돕는 내용이다.
- 골드비치의 지도

## 오시리아 대륙
오시리아 대륙은 빅토리아 아일랜드보다 더 큰 크기를 자랑한다. 오시리아 대륙 역시 여러 구역으로 나누어서 이야기할 수 있으며 각 지역마다 서로 다른 모습을 보여주고 있다.

### 엘나스 산맥

엘나스 산맥의 지도. 크리세 지역은 현재 폐쇄되어 있다.

- 오르비스

엘나스 산맥 상공에 위치한 요정들의 마을. 엘나스와 아쿠아리움과는 오르비스탑을 통해 연결이 되어 있으며 오르비스 탑 정상을 통해 오르비스로 진입할 수 있다. 오르비스는 메이플스토리의 교통의 중심지로, 오르비스 승강장을 통해 여러 다른 지역으로 향할 수 있다.
- 엘나스

엘나스 산맥에 위치한 마을. 오르비스탑 1층을 통해 엘나스에 진입할 수 있다. 엘나스 지역에서 모험가 직업군은 3차전직을 할 수 있다. 엘나스 지역은 그 주변부와 골짜기지역, 폐광, 동굴지역으로 구분이 된다. 골짜기 지역에서는 예티나 웨어울프와 같은 몬스터들이 등장하며 폐광에는 좀비 몬스터들과 만날 수 있다. 또한 동굴 지역은 용암이 군데군데 흐르는 분위기를 자아내며, 레이드 보스인 자쿰에 도전할 수 있다.
- 폐광의 지도

- 사자왕의 성

엘나스 지역에 위치한 테마던전. 엘나스의 절벽지역을 통해 진입할 수 있으며, 검은 마법사의 군단장들 중 하나인 반 레온과 대결할 수 있다.
- 사자왕의 성의 지도

- 아쿠아리움

해저에 위치한 수중도시의 느낌을 담은 지역. 오르비스탑을 통해 오르비스, 엘나스와 이어져 있으며, 우물을 통해 아랫마을과 이어져 있다.
- 아쿠아로드의 지도

### 루더스 호수

루더스 호수의 지도

- 루디브리엄

루더스 호수 지역 상공에 위치한, 장난감 마을로 이루어진 지역으로, 2004년에 추가되었다. 좌우로 각각 에오스탑과 핼리오스탑이 루디브리엄을 지탱하고 있다. 루디브리엄 중앙에는 시계탑이 존재하며 시계탑 내부에는 장난감 공장과 시계탑 최하층이 있다. 시계탑 최하층에서는 레이드 보스인 파풀라투스에 도전할 수 있다.
- 시계탑 최하층의 지도

- 엘린숲

검은 마법사가 봉인된 직후의 빅토리아 아일랜드를 묘사한 지역. 핼리오스탑을 통해 루디브리엄과 이어져 있다.
- 엘린숲의 지도

- 판타스틱 테마파크

루디브리엄과 연결된 테마던전으로, 2012년에 추가되었다. 2017년 개편 이후에는 다람쥐족 캐릭터인 다로미가 다담지에게 고백하는 이야기로 구성되어 있다.
- 판타스틱 테마파크의 지도

- 지구방위본부

루더스 호수에 위치한 테마던전으로, 에오스탑을 통해 루디브리엄과 이어져 있다. 과거 지구방위본부는 쿨란 초원과 로스웰 초원에 침입하는 외계인과 맞서 싸우는 지역이었다. 2017년 개편 이후에는 외계인에 맞서 싸우는 메소레인저와 관련된 이야기로 구성되어 있다. UFO 내부에서는 레이드 보스인 카웅에 도전할 수 있다.
- 지구방위본부의 지도

- 아랫마을

대한민국의 전래동화 이야기를 컨셉으로 한 지역. 헬리오스탑을 통해 루디브리엄과 이어져 있으며, 아랫마을에 위치한 우물을 통해 아쿠아리움과 이어져있다.
- 아랫마을의 지도

### 니할 사막

니할 사막의 지도

- 아리안트

사막 위에 세워진 마을. 정거장에서 지니를 타고 오르비스로 이동할 수 있다.
- 마가티아

검은 마법사가 연구를 했던 지역 위에 세워진 연금술의 도시. 마가티아에는 ‘제뉴미스트’와 ‘알카드노’라는 두 개의 연금술 집단이 있으며, 이 두 집단이 대립하고 있다.
- 고대도시 아스완

이집트의 도시 아스완을 모티브로 한 지역. 검은 마법사의 군단장들 중 하나인 힐라와 대결할 수 있다.
- 고대도시 아스완의 지도

### 미나르숲

미나르숲의 지도. 테라숲 지역은 현재 폐쇄되어 있다.

- 리프레

드래곤들이 주로 서식하는 마을.
- 암벽거인 콜로서스

미나르숲의 테마던전. 리프레의 암벽 거인인 콜로서스의 이야기로 구성되어 있다.
- 암벽거인 콜로서스의 지도.

- 크리티아스

과거의 왕국으로, 시간을 거슬러온 검은 마법사의 군대의 침공을 받고 있다.
- 크리티아스의 지도.

### 무릉도원

무릉도원의 지도

2007년 1월 16일 모험가 해적 직업군과 함께 공개된 지역. 신선이 되기 위해 수련하는 판다들이 사는 지역으로, 중국풍의 분위기를 지니고 있다.
- 무릉

무릉도원의 안개 속에 숨겨져 있는 마을. 무릉 사원에서 학을 타고 오르비스로 이동할 수 있다.
- 백초마을

여러 가지 약초를 재배하고 있는 곳이라는 설정을 가진 마을.
- 황금사원

무릉 지역에 위치한 테마던전.
- 황금사원의 지도

### 시간의 신전

시간의 신전의 지도

미나르숲 상공에 떠 있는 신전. 과거의 문, 현재의 문, 미래의 문으로 이루어져 있다.
- 과거의 문

시간의 신전의 하위 필드. 과거의 문은 ‘추억의 길’과 ‘후회의 길’, 그리고 ‘망각의 길’로 이루어져 있으며, 과거의 문 끝부분인 신전 깊은 곳에는 이세계의 생물인 핑크빈이 존재한다.
- 현재의 문

검은 마법사가 봉인되어 있던 곳. 검은 마법사는 부활 이후 현재의 문에 아케인 리버 세계를 창조했다.
- 미래의 문

메이플스토리의 일부 지역의 미래 모습을 보여주는 지역으로, 2010년 12월 30일 〈카오스〉 업데이트의 일환으로 추가되었다. 검은 마법사의 군단장인 루시드가 만들어낸 조작된 꿈의 세계로, 검은 마법사의 힘에 둘러싸인 시그너스 기사단과, 검은 마법사의 편에 붙어 페리온 원주민들을 부려먹는 레지스탕스의 모습이 등장한다. 세부 지역은 ‘파괴된 헤네시스’와 ‘다크 에레브’, 그리고 ‘황혼의 페리온’으로 구성되어 있다. 기사단의 요새에서는 타락한 여제 시그너스와 대결할 수 있다.
- 미래의 문의 지도

## 같이 보기
- 메이플스토리의 세계
  - 그란디스

### 내용주
1. ↑  약칭 ‘황페’

### 참조주
1. ↑  “클라이언트 1.2.83 릴리즈”. 《메이플스토리》. 2009년 8월 27일. 2024년 7월 18일에 확인함.
2. ↑  “클라이언트 1.2.195 업데이트 안내”. 《메이플스토리》. 2013년 6월 13일. 2024년 7월 27일에 확인함.
3. 1 2  “클라이언트 1.2.101 릴리즈”. 《메이플스토리》. 2010년 7월 8일.
4. ↑  “클라이언트 1.2.81 릴리즈”. 《메이플스토리》. 2009년 7월 30일.
5. ↑  “클라이언트 1.2.214 업데이트 안내”. 《메이플스토리》. 2014년 5월 15일.
6. ↑  “클라이언트 1.2.88 릴리즈”. 《메이플스토리》. 2009년 12월 17일.
7. ↑  “클라이언트 1.2.312 업데이트 안내”. 《메이플스토리》. 2019년 1월 31일.
8. ↑  “클라이언트 1.2.313 업데이트 안내”. 《메이플스토리》. 2019년 2월 28일. 2024년 7월 27일에 확인함.
9. ↑  “클라이언트 1.2.194 업데이트 안내”. 《메이플스토리》. 2013년 5월 23일.
10. ↑  “클라이언트 1.2.311 업데이트 안내”. 《메이플스토리》. 2019년 1월 10일.
11. ↑  “클라이언트 1.2.265 업데이트 안내”. 《메이플스토리》. 2016년 9월 29일. 2024년 8월 3일에 확인함.
12. ↑  “클라이언트 1.2.184 릴리즈”. 《메이플스토리》. 2013년 1월 17일. 2024년 7월 17일에 확인함.
13. ↑  “클라이언트 버전 1.2.37 릴리즈”. 《메이플스토리》. 2007년 1월 16일. 2024년 7월 27일에 확인함.
14. ↑  “클라이언트 1.2.119 릴리즈”. 《메이플스토리》. 2010년 12월 30일. 2024년 7월 26일에 확인함.